# Ropica postmaculata
Ropica postmaculata là một loài bọ cánh cứng trong họ Cerambycidae.